# Anna Di Francisca
Anna Di Francisca (* 1961 in Mailand) ist eine italienische Regisseurin und Drehbuchautorin.

## Leben
Di Francisca begann 1984 als Schnittsekretärin und Regieassistentin und ging 1989 zur RAI, wo sie für verschiedene Formate wie die Sitcom Felice und vor allem für Casa nostra, eine Doku-Fiction, verantwortlich zeichnete. Auch einige Fernsehfilme entstanden.
1996 inszenierte Di Francesca erstmals für das Kino: Nach dem Roman von Carmen Covito legte sie La bruttina stagionata vor, der eine Nominierung für einen David di Donatello erhielt; zwei Jahre nach der 1998 sehr erfolgreichen Serie Un medico in famiglia, bei der sie abwechselnd mit Riccardo Donna Regie führte, kam Fate un bel sorriso heraus. Danach kehrte sie erneut zum Fernsehen zurück.

## Filmografie (Auswahl)
- 1996: La bruttina stagionata
- 2000: Fate un bel sorriso